# Mahir Muradov
 (avril 2023).
Mahir Muradov (en azéri: Mahir Cümşüd oğlu Muradov; né le 25 juillet 1956, Bakou et mort le 5 janvier 2023 à Bakou) est un Juriste émérite de la République d'Azerbaïdjan.

## Biographie
Mahir Djumchud oghlu Muradov est né le 25 juillet 1956 à Bakou. En 1973 il termine l'école secondaire  de Bakou num.189
En 1982, il est diplômé de la Faculté de droit de l'Université d'Etat d'Azerbaïdjan.

## Parcours professionnel
Mahir Muradov commence à travailler en 1973. De cette année à 1979, il travaille dans les organes du Ministère de la Justice de la République d'Azerbaïdjan.
De 1979 à 1983, il occupe divers postes au sein du département "Khazarneftgazdonanma". De 1983 à 2012, il travaille comme stagiaire, enquêteur principal.
De 2004 à 2012, il est procureur du district de Nizami de la ville de Bakou.
Le 16 octobre 2012, sur la base de la présentation du président de la République d'Azerbaïdjan, Mahir Djumchud oghlu Muradov est nommé juge à la Cour constitutionnelle par décision du Milli Majlis de la République d'Azerbaïdjan.
Le 20 juillet 2016, il reçoit le titre honorifique de Juriste émérite par ordre du Président.
Par décret du président de la République d'Azerbaïdjan du 27 mai 2019, il reçoit la Médaille du jubilé 100e anniversaire de la République démocratique d'Azerbaïdjan (1918-2018).